# Čoros (clan)

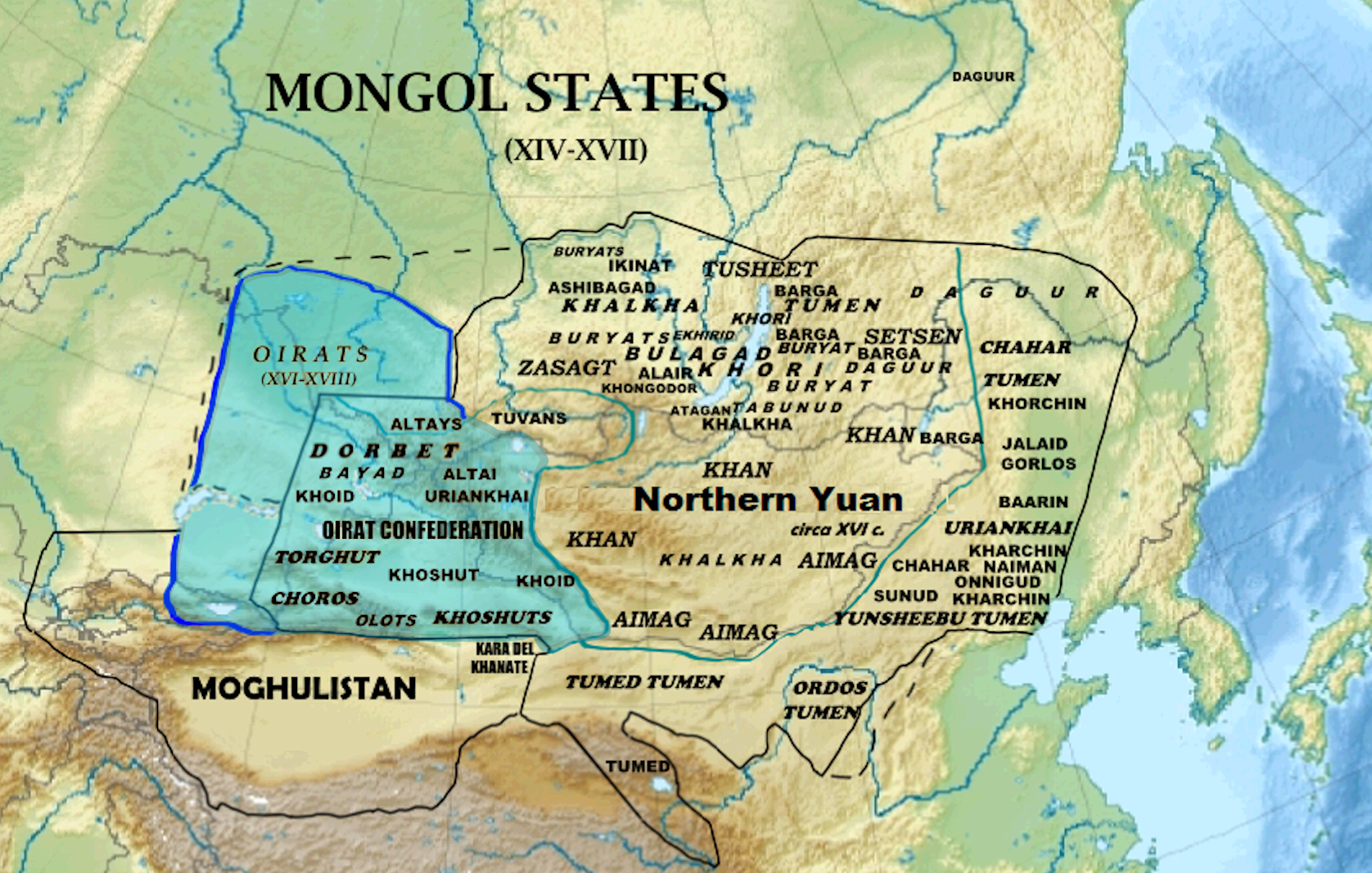
Territori dei čoros nella confederazione degli oirati

I Čoros, Choros o Tsoros (in mongolo: Цорос; in cinese 綽羅斯T, 绰罗斯S) erano il clan dominante delle tribù oirati degli ôôld e dei dôrvôd e un tempo governarono l'intera confederazione degli oirati (Dôrvôn Ojrd). Nel XVII secolo furono i fondatori del khanato degli Zungari. I loro capi sostenevano di discendere da un ragazzo nutrito da un albero sacro.

## Storia
Alla fine del XIV secolo, gli oirati (allora dominati dai čoros) emersero come potenza in opposizione ai khalkha.
Nel 1455 altre tribù oirate rovesciarono il khan dei čoros, Esen Tayisi, che si era autonominato khagan dei mongoli. Dal 1552 al 1628 gli altan khan ("khan d'oro") dei khalkha e i principi della Mongolia sudoccidentale compirono ripetute razzie contro i čoros, costringendoli a migrare più a ovest. Alcuni dei čoros fuggirono con un gruppo di dôrvôd verso nord, in Siberia e nell'attuale regione di Barnaul. In seguito i čoros sconfissero gli altan khan e si allearono con i khalkha del nord nel 1640.
Nel 1690 si erano formati tre stati oirati: il khanato degli Hošuud, il kahnato dei Calmucchi e il khanato degli Zungari. La maggior parte dei čoros con i dôrvôd e i khoid si stabilì nella regione dei fiumi Irtyš nero, Ulungur, Emin e Ili, formando il khanato degli Zungari. Questo khanato raggiunse il suo apice alla fine del XVII secolo, iniziò a disintegrarsi a seguito delle guerre di Galdan Boshugtu Khan conto i Qing e fu gradualmente annesso alla Cina tra il 1756 e il 1759. 

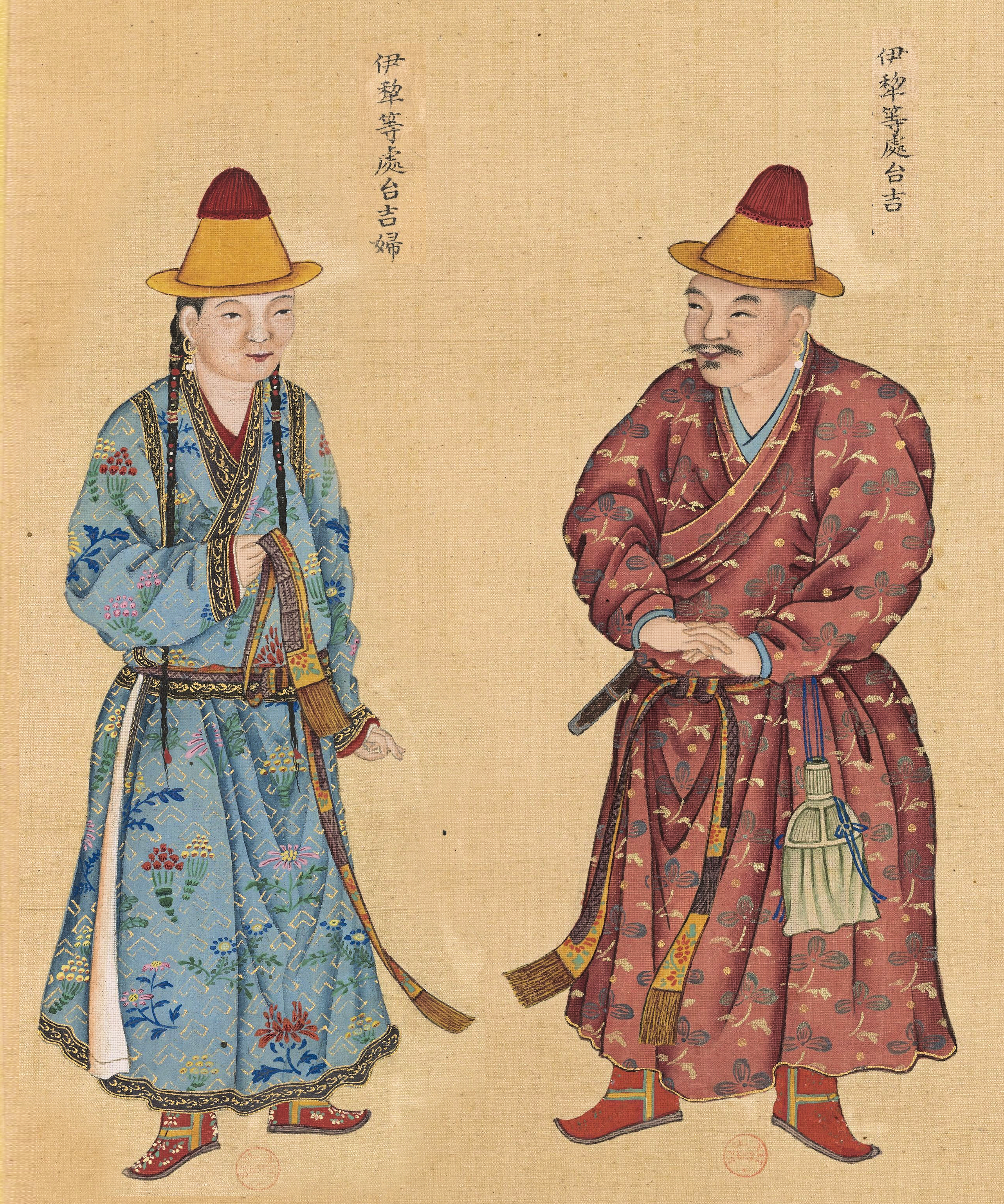
Principe (taiji, 台吉) čoros del fiume Ili con la moglie. Huang Qing Zhigong Tu, 1769.
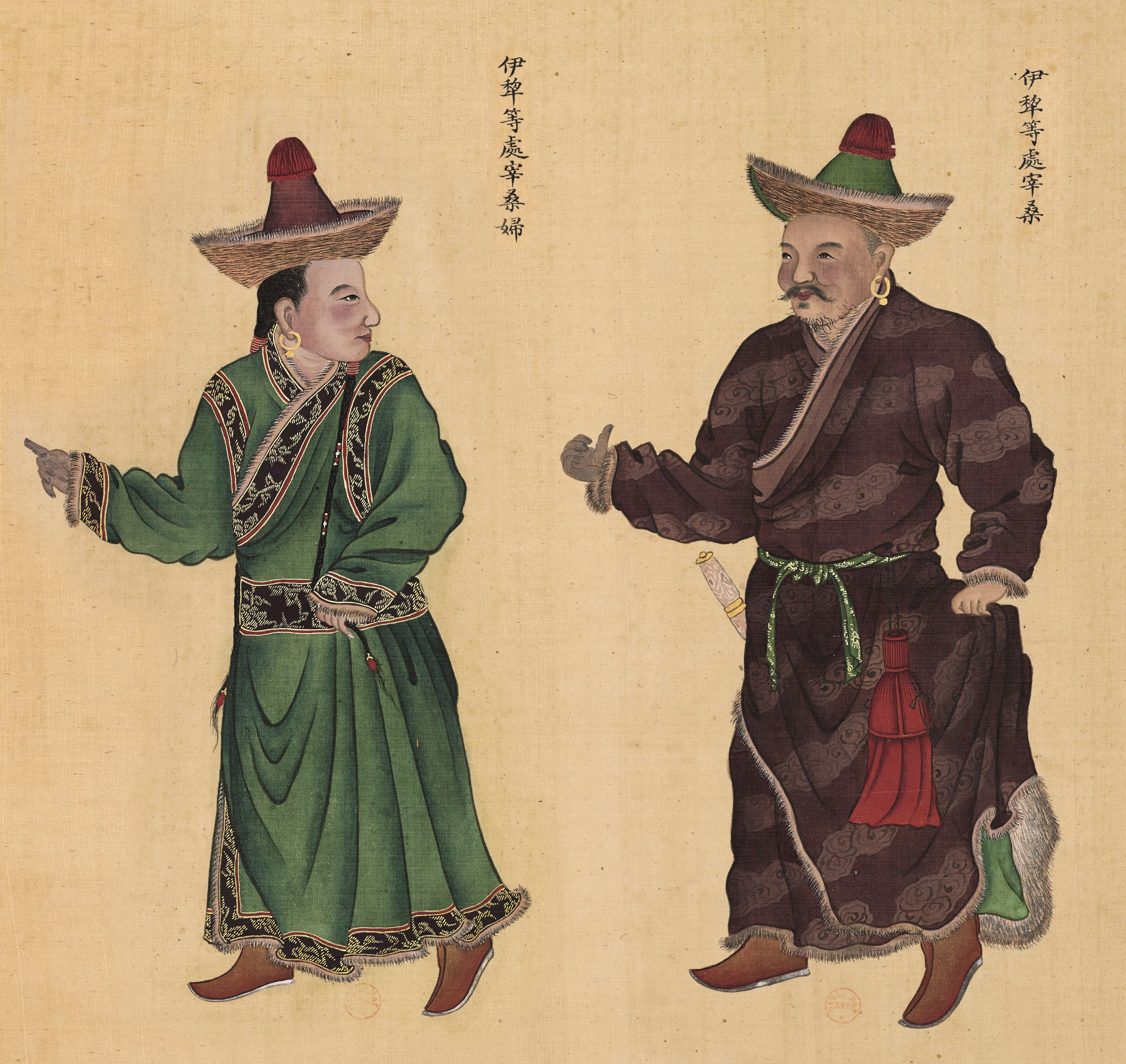
Capo tribù (zaisan, 宰桑) čoros del fiume Ili con la moglie. Huang Qing Zhigong Tu, 1769.
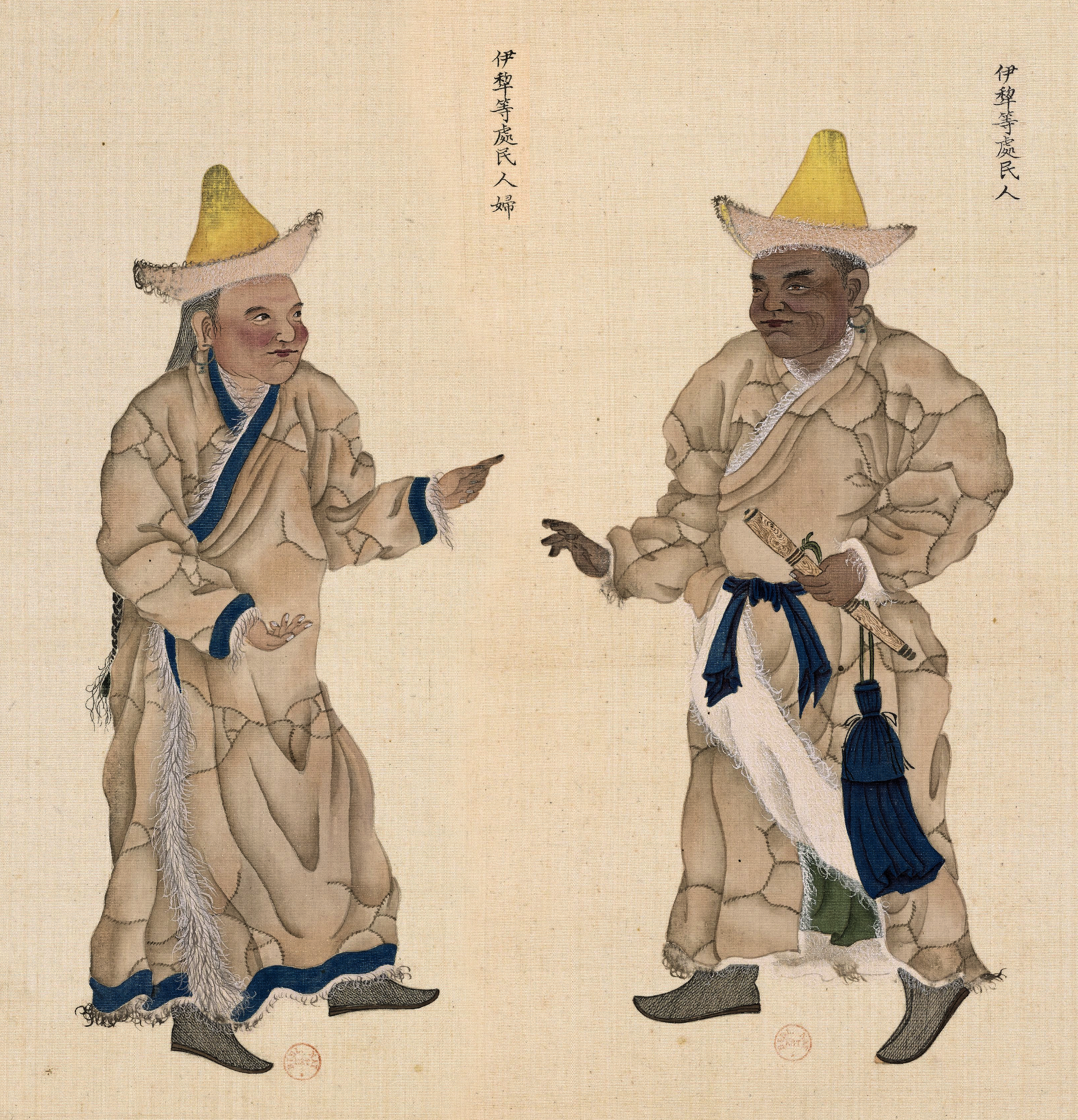
Gente comune della regione del fiume Ili. Huang Qing Zhigong Tu, 1769.
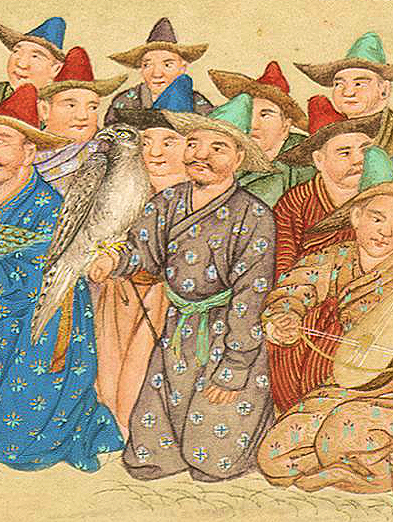
Il capo dei čoros Dawachi si arrende al generale Zhaohui presso il fiume Ili nel 1755. Dipinto di Ignatius Sichelbart, 1764
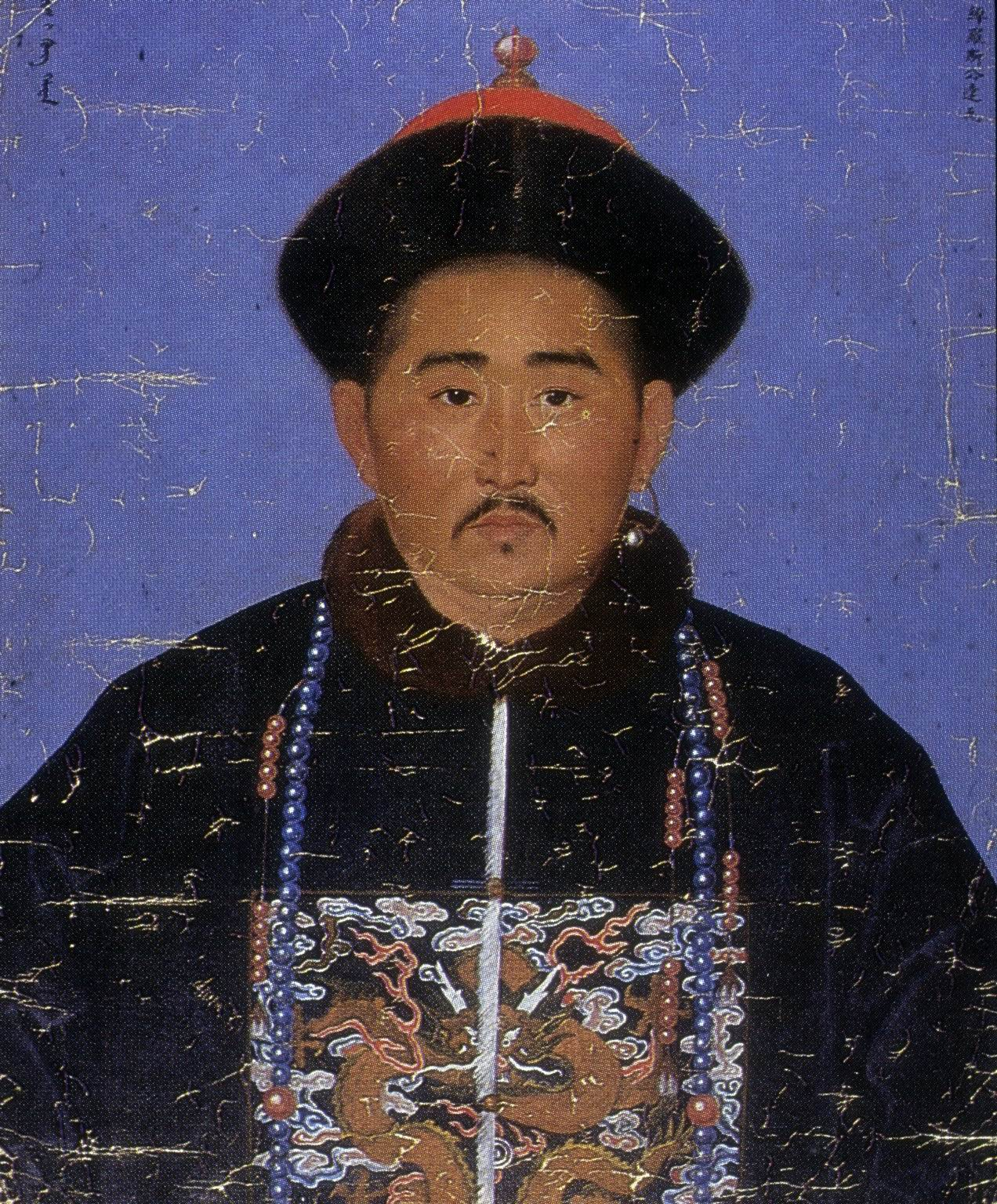
Il čoros Dawa (达瓦) in costume Qing